# Smaragdina nigrosternum
Smaragdina nigrosternum là một loài bọ cánh cứng trong họ Chrysomelidae. Loài này được Erber & Medvedev miêu tả khoa học năm 1999.